# United States Code

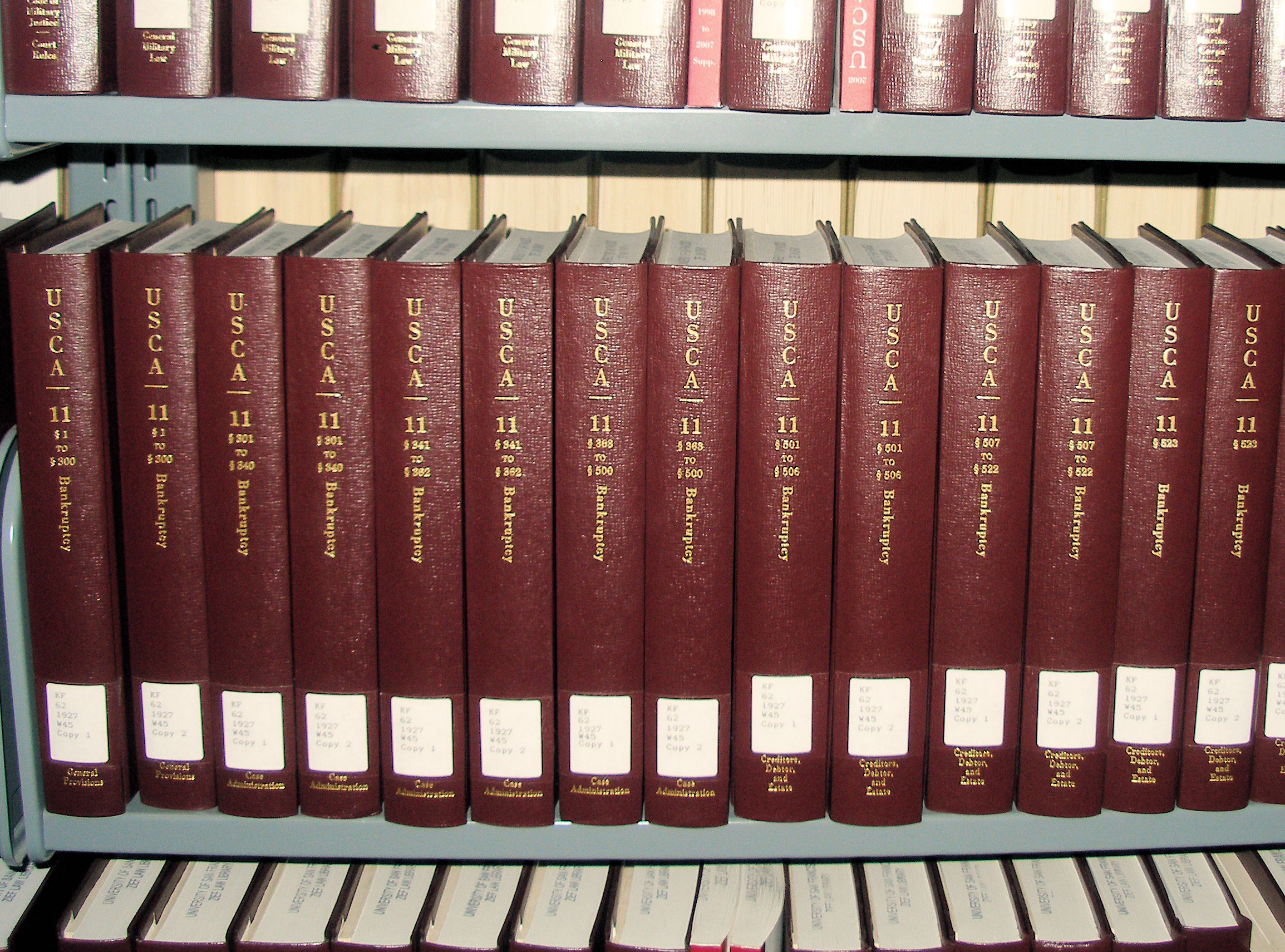
Een aantal delen van titel 11 van de United States Code (waarin de faillissementswetgeving staat) in een universiteitsbibliotheek

De United States Code (volledig: Code of Laws of the United States of America, ook wel afgekort tot Code of Laws of the United States, U.S. Code, of U.S.C.) is een compilatie en codificatie van de algemene en permanente federale wetgeving van de Verenigde Staten. De United States Code bestaat uit 53 titels, met enkele voorgestelde titels. De hoofdeditie wordt elke zes jaar heruitgegeven door het Office of the Law Revision Counsel of the House of Representatives, en toegevoegde supplementen worden jaarlijks uitgegeven. De editie uit 2006 bestaat volgens de US Government Printing Office uit 200.000 pagina's.